# Croissance végétale
 (juin 2016).
La croissance végétale, d’une plante est l’ensemble des changements quantitatifs irréversibles de la plante qui se produisent au cours du temps.
Elle comprend :
- la multiplication des cellules ;
- l’allongement des entrenœuds et des racines ;
- la ramification ;
- la multiplication et la croissance des feuilles ;

## Multiplication des cellules au niveau des apex
Au niveau des apex se trouvent des amas de cellules indifférenciées, les méristèmes. Celles-ci se multiplient par mitose, puis s’allongent grâce à la pression de turgescence et enfin se différencient, selon la fonction qu’elles vont remplir au sein de la plante.

## Mécanisme de la croissance au niveau de la cellule
Par le phénomène de l’osmose, de l’eau pénètre à l’intérieur de la cellule, créant ainsi une pression dite de turgescence qui s’exerce sur la paroi. Grâce à la plasticité pariétale, induite par une augmentation de l’acidité de la paroi par l’action de l’auxine, cassant les liaisons faibles des molécules la composant, la cellule s’allonge.

## Les hormones de croissance
Les phytohormones impliquées dans la croissance sont :
- l'auxine qui favorise la croissance de la plante principalement par l'allongement des cellules auxèse)
- les cytokinines qui favorisent la multiplication des cellules par divisions (mitoses), mais ont aussi d'autres effets sur les plantes.
  - La caulogenèse est un processus qui conditionne la formation et le développement de la tige du végétal. La caulogenèse est stimulée par les cytokinines. Cette technique est utilisée en culture in vitro;
- les gibbérellines qui favorisent notamment l’allongement des entrenœuds par élongation des cellules des tiges.

## Mesure
La croissance est une donnée qui peut s’exprimer en unité de longueur par unité de temps ou en unité de masse par unité de temps. Par exemple, certains bambous croissent d’un mètre par jour[réf. nécessaire].

## Influence de l'environnement sur la croissance
Les plantes sont capables d'une très grande plasticité phénotypique ce qui serait en partie due à leur incapacité à se mouvoir. En effet, contrairement aux animaux, elles ne peuvent pas se déplacer pour bénéficier de conditions environnementales plus favorables. Elles doivent donc être capables de s'acclimater à leur environnement et à ses variations au cours de leur croissance. Un tel mécanisme nécessite que la plante puisse percevoir un signal environnemental qui modifie la croissance normale de la plante. Parmi les nombreuses mécanisme d'adaptation, citons :
- la thigmomorphogenèse : modification de la croissance à la suite d'un stimulus mécanique de contact comme le vent
- la photomorphogenèse : modification de la croissance sous l'effet de la lumière
- le gravitropisme : modification de la croissance sous l'effet de la gravité